# Polverara (pollo)
La Polverara è una razza di pollo a cui è stata ufficialmente riconosciuta l'origine italiana.

## Origini
Come per la "cugina" gallina padovana, pare che le origini della gallina di Polverara vadano ricercate nell'est europeo. Nel XIV secolo, l'astronomo e filosofo Giovanni Dondi dell'Orologio avrebbe riportato dalla Polonia dei meravigliosi polli ciuffati. Questi, col tempo fuoriusciti dalla sua tenuta in quel di Padova ed accoppiatisi con i polli allevati nei villaggi vicini, avrebbero dato origine a questa pregiata razza avicola. Tale teoria, che viene riportata da numerosi scrittori del passato (come Teodoro Pascal) e moderni (come Periquét) non ha finora, però, trovato conferme storiche. Pare più plausibile a tutt'oggi l'ipotesi secondo cui i polli ciuffati sarebbero giunti nella regione del padovano sotto forma di viatico vivente dei pellegrini dell'est europeo, che, diretti verso i luoghi sacri della cristianità in Italia, si fermavano nei monasteri della regione, come quello di Santa Maria della Riviera a Polverara. Recentemente è stata scoperta la prima raffigurazione conosciuta di una gallina ciuffata nel padovano: si tratta di un affresco risalente al 1397 e presente nell'oratorio di San Michele Arcangelo a Padova. Nei secoli successivi, i polli ciuffati vennero ad essere allevati soprattutto nella zona di Polverara, divenendo tanto famosi per la loro bellezza e grossezza da divenire oggetto di dono al sultano Maometto II, colui che prese Costantinopoli. A darcene notizia è Ermolao Barbaro, che verrà poi ripreso da Ulisse Aldrovandi nella sua opera sull'ornitologia. Questi uccelli, forma ancestrale degli odierni Polli di Polverara, vennero per secoli chiamati galline padovane, e a causa della loro fama divennero merce per i traffici dei Veneziani che le vendettero in diverse zone dell'Europa (Belgio, Francia, Paesi Bassi). I polli di Polverara erano allevati all'aperto tutto l'anno, dormivano sugli alberi la notte e si nutrivano nelle campagne, liberi. Nel corso dei secoli questi animali conobbero alterne fortune, e furono pure citati nelle opere letterarie di Bernardino Scardeone e di Alessandro Tassoni. La razza entrò in crisi verso l'inizio del Novecento, tanto che a stento si riuscì a salvarla. Un secondo tracollo, più grave, si ebbe negli ultimi 50 anni, con la perdita di molti allevamenti amatoriali e l'ibridazione con polli di tipo meramente commerciale. Pressoché estinta nel 2000, la gallina di Polverara si salvò grazie all'opera di Bruno Rossetto, che per cinquant'anni continuò ad allevare questi avicoli, acquistati nel 1954 dalla Sig.ra Ruzza.
Verso la fine degli anni ottanta, venuti meno gli altri allevatori che, al pari di Bruno Rossetto, allevavano la razza, il ragionier Antonio Fernando Trivellato  iniziò il lavoro di recupero numerico della stessa, partendo inizialmente da incroci di Gallina Padovana e Cornish, ma inserendo il patrimonio genetico di alcuni capi ricevuti da Bruno Rossetto e quello di un'altra ventina di polli (ibridi di Polverara) reperiti tra mille difficoltà nel territorio del padovano. Oggi grazie all'opera pionieristica di questi due allevatori e all'interesse del Comune di Polverara la razza vanta alcune migliaia di esemplari, distribuiti in 5 grandi allevamenti e tra numerosi altri avicoltori amatoriali. La Polverara è anche una delle razze oggetto del progetto CO.VA., che si occupa di varietà avicole venete minacciate.
A Polverara uno dei maggior allevatori di queste galline è il Sign. Francesco Pianta.

## Caratteristiche
La gallina di Polverara ha una grande attitudine a produrre uova ed  è provvista di una cresta ridotta che dovrebbe, nei migliori esemplari, prendere la forma di una coppia di cornetti disposti a "V" davanti al ciuffo. In alcuni esemplari un terzo cornetto più piccolo sovrasta le narici. Il caratteristico ciuffo composto da piume fitte non è dovuto, come nella gallina padovana, ad un'ernia cerebrale e ad una modifica del cranio. sono presenti barba e favoriti, i bargigli sono rudimentali se non assenti.
Presente oggi con due varietà di colore, la nera e la bianca, ufficialmente riconosciute dalla FIAV (Federazione Italiana Associazioni Avicole), in passato erano note altre colorazioni, come la camoscio o la dorata. In molti ceppi dall'incrocio di bianche e nere emergono esemplari blu, segno che sotto la colorazione bianca si celano ancora esemplari splash. Recentemente il rag. Trivellato ha affermato di aver ricostituito anche altre varietà di colore. La carne è scura (morata) e dal sapore delicato. Il suo peso varia da 2,8/3 chilogrammi per i maschi ai 2 chilogrammi per le femmine.

## Riproduzione
La gallina di Polverara depone uova bianche di circa 40 grammi di peso. Le galline di Polverara non sono buone chiocce - di norma solo una su dieci presenta l'istinto alla cova. Diventa quindi quasi indispensabile il ricorso ad una balia (gallina, tacchina) o ad una incubatrice artificiale. La schiusa delle uova avviene, come negli altri polli, dopo 21 giorni. I giovani impiegano molti mesi (fino a 9) prima di arrivare a completa maturazione.